# When Men Are Tempted
When Men Are Tempted è un film muto del 1917 diretto da William Wolbert.
La sceneggiatura si basa sul romanzo John Burt di Frederick Upham Adams pubblicato a Filadelfia nel 1903.

## Trama
Al college, due amici, John Burt e Arthur Morris, diventano rivali perché innamorati entrambi della stessa ragazza, Jessie Garden. I due arrivano a battersi e John, nella lotta, crede di aver ucciso l'amico. Fugge via e parte per l'Ovest, dove vuole ritrovare la miniera di suo nonno. Riscoperta la miniera, torna indietro milionario. Ma scopre che Jessie, per salvare il padre rovinato finanziariamente da Arthur, sta per sposare il suo rivale. John, allora, mette a disposizione di Garden padre la sua fortuna, evitando così il matrimonio dell'amata. Arthur, rabbioso, tenta di ucciderlo ma senza riuscirci e finisce invece per suicidarsi. Senza più dover temere le minacce di Arthur, John e Jessie ora sono liberi di amarsi.

## Produzione
Il film fu prodotto dalla Vitagraph Company of America.

## Distribuzione
Distribuito dalla Greater Vitagraph (V-L-S-E), il film uscì nelle sale cinematografiche statunitensi il 24 dicembre 1917.
Non si conoscono copie ancora esistenti della pellicola che viene considerata presumibilmente perduta.